# 2005 TA (planetka)
2005 TA je planetka patřící do Apollonovy skupiny. Spadá současně mezi objekty pravidelně se přibližující k Zemi (NEO). Protože se v budoucnu může značně přiblížit k Zemi, byla zařazena též mezi potenciálně nebezpečné planetky (PHA). Její dráha však prozatím není definitivně stanovena, proto jí nebylo dosud přiděleno katalogové číslo.

## Popis objektu
Vzhledem k tomu, že byla pozorována pouze pět dní během mimořádného přiblížení k Zemi, nestihli astronomové provést spektroskopický výzkum. Proto o jejím chemickém složení není nic známo. Její průměr je odhadován na základě hvězdné velikosti a protože není známo ani albedo jejího povrchu, je proto značně nejistý.

## Historie
Planetku objevil 1. října 2005 kolem 14:15 světového času (UTC) na Siding Spring Observatory poblíže městečka Coonabarabran v Novém Jižním Walesu asi 400 km severozápadně od Sydney v Austrálii v rámci programu Siding Spring Survey půlmetrovým dalekohledem Uppsala Schmidt s CCD kamerou astronom R. H. McNaught. Dne 3. října 2005 v 17:31 UTC prolétla rychlostí 5,04 km/s v minimální vzdálenosti 763 tis. km od středu Země.

## Výhled do budoucnosti
Ze znalosti současných elementů dráhy planetky vyplývá, že minimální vypočítaná vzdálenost mezi její drahou a dráhou Země činí 277 tis. km. Nejbližší velké přiblížení k Zemi na vzdálenost 441,3 tis. km se očekává 4. října 2034. V tomto století dojde ještě k dalším přiblížením tohoto tělesa k Zemi, a to 2018, 2041, 2053, 2070 a 2088. Nebezpečnější přiblížení k Zemi se očekává 5. října 2099; další pak v létech 2100 a 2102, ale pravděpodobnost srážky se Zemí není příliš vysoká a její kumulativní hodnota v období do roku 2102 byla vyčíslena na 1,8×10−6 (tj. 1:556 000). Na turínské škále je proto klasifikována stupněm 0, na palermské -7,30. Pokud by však ke kolizi došlo, činila by rychlost střetu tělesa se Zemí přibližně 12,14 km/s. Vzhledem k odhadovaným rozměrům by její kolize se Zemí nezpůsobila pravděpodobně žádné škody.